# Quận Red Willow, Nebraska
Quận Red Willow là một quận thuộc tiểu bang Nebraska, Hoa Kỳ.
Quận này được đặt tên theo. Theo điều tra dân số của Cục điều tra dân số Hoa Kỳ năm 2000, quận có dân số 11.448 người. Quận lỵ đóng ở McCook6.

## Địa lý
Theo Cục điều tra dân số Hoa Kỳ, quận có diện tích 1860 km2, trong đó có 4 km2 là diện tích mặt nước.

### Quận giáp ranh
- Quận Furnas, Nebraska - (đông)
- Quận Decatur, Kansas - (nam)
- Quận Rawlins, Kansas - (tây nam)
- Quận Hitchcock, Nebraska - (tây)
- Quận Frontier, Nebraska - (bắc)

## Thông tin nhân khẩu
Theo điều tra dân số 2 năm 2000, quận đã có dân số 11.448 người, 4.710 hộ gia đình, và 3.188 gia đình sống trong quận hạt. Mật độ dân số là 16 người trên một dặm vuông (6/km ²). Có 5.278 đơn vị nhà ở với mật độ trung bình 7 trên một dặm vuông (3/km ²). Cơ cấu chủng tộc của dân cư quận gồm có 97,55% người da trắng, 0,16% da đen hay Mỹ gốc Phi, 0,38% người Mỹ bản xứ, 0,17% châu Á, Thái Bình Dương 0,02%, 0,93% từ các chủng tộc khác, và 0,80% từ hai hoặc nhiều chủng tộc. 2,45% dân số là người Hispanic hay Latino thuộc một chủng tộc nào.
Có 4.710 hộ, trong đó 30,20% có trẻ em dưới 18 tuổi sống chung với họ, 57,50% là đôi vợ chồng sống với nhau, 7,20% có một chủ hộ nữ và không có chồng, và 32,30% là các gia đình không. 28,60% hộ gia đình đã được tạo ra từ các cá nhân và 13,50% có người sống một mình 65 tuổi hoặc lớn tuổi hơn là người. Cỡ hộ trung bình là 2,37 và cỡ gia đình trung bình là 2,92.
Trong quận tháp tuổi dân cư được trải ra với 24,90% dưới độ tuổi 18, 8,80% 18-24, 24,60% 25-44, 22,60% từ 45 đến 64, và 19,00% từ 65 tuổi trở lên người. Độ tuổi trung bình là 40 năm. Đối với mỗi 100 nữ có 93,90 nam giới. Đối với mỗi 100 nữ 18 tuổi trở lên, đã có 91,30 nam giới.
Thu nhập trung bình cho một hộ gia đình trong quận đạt 32.293 USD, và thu nhập trung bình cho một gia đình là $ 40.279. Phái nam có thu nhập trung bình $ 27.768 so với 18.768 $ cho phái nữ. Thu nhập bình quân đầu người là 16.303 $. Giới 7,60% gia đình và 9,60% dân số sống dưới mức nghèo khổ, bao gồm 11,40% những người dưới 18 tuổi và 7,60% của những người 65 tuổi hoặc hơn.